# おばさんデカ 桜乙女の事件帖
『おばさんデカ 桜乙女の事件帖』（おばさんデカ さくらおとめのじけんちょう）は、1994年から2017年までフジテレビ系で放送された刑事ドラマシリーズ。全16回。主演は市原悦子。
放送枠は「金曜エンタテイメント」（第1作 - 第14作）、「金曜プレステージ」（第15作）、「金曜プレミアム」（第16作）。
当初は2007年の第15作をもってシリーズ終了としていたが、ファンの声に応える形で10年後の2017年に『さよなら! おばさんデカ 桜乙女の事件帖 ザ・ラスト』（第16作）が制作・放送された。同時にこれをもって正式に終了することとなった。

## 登場人物

### 桜家
桜乙女（さくら おとめ）
演 - 市原悦子
経歴：警視庁世田谷南警察署捜査課（第1作 - 第6作）
→ 警視庁捜査一課特別捜査部付属全国捜査班分室（ドサ・DOSA）（第7作・第8作）
→ 警視庁玉川東警察署捜査課（第9作 - 第15作）
→ 無職（第16作）
女性警察官として28年務めた後、刑事となった経歴の持ち主。売れない官能小説家の夫・雅樹と都内で2人暮らし。
いつも乙女を知らない巡査からは野次馬と勘違いされて「おばさん!勝手に入らない!!」と注意され、警察手帳を見せ付けるのもパターンとなっている。
ぼやきや独り言が多くいつも飄々としているが、事件捜査となれば女の勘と主婦としてのノウハウや鋭い観察力と卓越した推理力で毎回難事件を解決に導いている敏腕刑事。だが勝手に現場を歩いて荒らすため鑑識からは疎まれ、さらに許可なく捜査を独断で進めることから上層部からも煙たがられており、そのせいか署内での扱いはあまり良くない。
同僚の男性刑事たちにも余り好感を持たれておらず、いつも理不尽な扱いを受けており特に毎回課長や係長からは「オカメ」と呼ばれ小馬鹿にされている（そしてその度に「オカメじゃありません!乙女です!」と返している）。
本人は「家事をしながら刑事が出来ればそれでいい」と上記の事を余り気にしていない様子。
事件解決後にまた事件が発生し、他の刑事達が出動するところに出勤して来てパトカーに乗れず置いていかれる場面で終わるのが定番となっている。
第16作では物語冒頭で荻野憲治殺害の容疑で関東女子刑務所に4年間服役して仮出所。仮出所日には米田三郎と工藤栄作が迎えに現われる。
桜雅樹（さくら まさき）
演 - 蛭子能収（第1作 - 第6作・第8作 - 第16作）
乙女の夫で通称雅樹さん。売れない官能小説家。特技は料理とマッサージ。
乙女のことをいつも乙女さんと呼んでいる。乙女の最大の理解者であり、彼女が仕事に出ている際には「主夫」として支えている。
彼の何気ない言動・行動が乙女に事件解決のヒントを与えることも多い。
また劇中で彼が書いた官能小説の原稿を乙女が朗読し、批評する場面が恒例となる。
※1998年11月、演じる蛭子が麻雀賭博の現行犯で逮捕され、約4か月間テレビ活動を自粛した。このため、同時期に撮影された第7作では「旅行中」という設定で登場していない。

### 警視庁世田谷南警察署
田代順吉（たしろ じゅんきち）
演 - 左右田一平（第1作 - 第6作）
ベテラン刑事。通称田代さん、親父さん。
当初は乙女を小馬鹿にして「オカメ」と呼んでいたが、次第に乙女を評価していく。
川久保（かわくぼ）
演 - 鶴田忍（第1作 - 第6作）
捜査課一係長。通称デカ長さん。
いつも乙女を小馬鹿にしている。
秋山文雄（あきやま ふみお）
演 - 渡辺成紀（第1作）、町田真一（第3作 - 第6作）
刑事。
丹羽武史（にわ たけし）
演 - 伊藤洋三郎（第1作・第2作）、石井洋祐（第3作 - 第6作）
刑事。
谷田（たにだ）
演 - 山田吾一（第1作 - 第6作）
捜査課長。
デカ長と共にいつも乙女を小馬鹿にしている。

### 警視庁捜査一課特別捜査部付属全国捜査班分室（ドサ・DOSA）
本田浩平
演 - 火野正平（第7作・第15作）
刑事。
大川信介
演 - 蟹江敬三（第8作・第15作）
刑事。

### 警視庁玉川東警察署
米田三郎（よねだ さぶろう）
演 - 布川敏和（第1作 - 第6作・第9作 - 第16作）
経歴：警視庁世田谷南警察署捜査課（第1作 - 第6作）
→ 警視庁玉川東警察署捜査課（第9作 - 第16作）
係長（第16作）。乙女の同僚の刑事で良き相棒。通称米田さん。
元は乙女と同じく世田谷南署にいたが、偶然異動した場所が玉川東署であったため、乙女と再会した。現在独身。
実家は酒屋を営んでいる。
牧村敏明（まきむら としあき）
演 - 斎藤晴彦（第9作 - 第15作）
捜査課一係長。通称デカ長さん。
お決まりのセリフは「おい!オカメ!!」。
赤坂慎太郎（あかさか しんたろう）
演 - エド山口（第9作 - 第15作）
捜査課長。
デカ長と共にいつも乙女を小馬鹿にしている。
北村敏明
演 - きたろう（第16作）
捜査課長。
井上敏夫（いのうえ としお）
演 - 越村公一（第9作 - 第16作）
捜査課の刑事。
中村正治（なかむら まさはる）
演 - 小松正一（第9作）、仲田天使（第11作）、矢崎文也（第10作・第12作 - 第15作）
捜査課の刑事。
島川康之
演 - 田島俊弥（第16作）
捜査課の刑事。
工藤栄作（くどう えいさく）
演 - 石橋蓮司（第9作 - 第16作）
経歴：警視庁玉川東警察署捜査課（第9作 - 第15作）
→ 無職（第16作）
刑事。通称工藤さん。乙女の鋭い推理力を評価しており、彼女に対し好意的に接している。
第16作では刑事を退職している。

### その他
鑑識員
演 - 遠山俊也（第3作・第5作・第6作・第8作・第9作・第11作・第12作・第14作・第15作）
鑑識員。
現場の証拠品や冷蔵庫の中などを物色する乙女にいつも振り回されている。「現状保持！」が口癖。
小村八郎（こむら はちろう）
演 - 森川正太（第5作・第8作）
通称：あぶはち（顔のほくろが、鼻の横に虻がとまっているように見えるため）
空き巣の常習犯。空き巣で指名手配中、乙女に逮捕される。デカ長達によって、殺人犯の濡れ衣を着せられるところだったが、乙女の捜査によって無実が証明される。その後空き巣の罪で服役（第5作）。出所後は鍵職人として働いている（第8作）。
九頭竜会 組員
演 - 草薙良一（第3作 - 第5作）
九頭竜会組員。九頭竜会会長を説教した乙女に頭が上がらない。

### ゲスト
第1作「主婦兼婦警28年新米刑事の名推理!! 美人妻殺害事件のカギは冷蔵庫の中身と領収書のヤマ!?」（1994年）
- 上山浩司（運送会社配送課長） - 小倉一郎
- 上山春子（浩司の妻）- 松乃薫
- 宮田登（春子の部下） - 篠塚勝
- 梅木篤子（社員） - 川田あつ子
- 佐藤道子（病院薬剤師） - 水木薫
- 上山の勤務先の従業員 - 阪上和子
- 上山の勤務先の従業員 - 渡辺寛二
- 丸山友子 - 山口杏子
- 婦人警官（乙女の後輩）- 大島蓉子
- ラブホテルの受付 - 野村昭子

第2作「残された謎の遺書…」（1995年）
- 能坂一（本庁警視） - 益岡徹
- 貝塚義雄（能坂の部下・刑事） - 倉崎青児
- 安原道夫 - 岩田博行
- 安原伸江（安原の妻） - 芦川よしみ
- 渡辺元子 - 阪上和子
- 渡辺隆（元子の夫） - 望月太郎
- アキ（伸江の同級生）- 増子倭文江
- 佐々山誠一（宝石ブローカー） - 河原さぶ
- 新聞配達員・第一発見者 - 小林正寛

第3作「本年最後の迷捜査 密室殺人に残った卵料理の謎 熟女の直感今夜見せます」（1995年）
- 岡田久雄（三栄商事 第一営業部長） - 高橋長英
- 岡田君子（岡田の妻） - 松井紀美江
- 麻生利勝（三栄商事 営業常務） - 平野稔
- 麻生俊子（利勝の妻） - 左時枝
- 檜山みちる（麻生と俊子の娘） - 小林さやか
- 竜崎巌（九頭竜会 会長） - 中尾彬
- 大河内（九頭竜会 若頭） - 渡辺哲
- 美濃部晃（広告代理店「プラス」経営者） - 北見敏之
- 石井有紀子（三栄商事 総務部庶務課 社員） - ひがし由貴

第4作「資産家母娘が連続死!!」（1996年）
- 中沢修一（西洋アンティーク「中沢商会」経営） - 渡辺寛二
- 中沢恵子（修一の妻） - 宮田早苗
- 梅原トメ（恵子の母・梅原貞夫の妻） - 松風はる美
- 波多野葉子（米田三郎と小百合の仲人・旅館「金龍」経営者） - 立石涼子
- 六条麗子（小百合の母・旅館「秀峰館」女将） - 泉晶子
- 六条小百合（米田三郎の見合い相手） - 今村恵子
- 静岡県警の鑑識 - 岩崎ひろし
- 巡査 - 小松正一
- 三葉水玉（華道「三葉流」家元） - 北村総一郎
- 事故現場の野次馬 - 永幡洋、加藤満
- 水玉の弟子 - 前田悠衣
- 亀有（静岡県警修善寺警察署 刑事） - 斉藤晴彦
- 梅原隆夫（梅原貞夫の弟） - 長谷川哲夫
- 梅原英子（隆夫の妻） - 島かおり

第5作「名門着付け教室殺人事件! 空いたビール缶と不揃いの靴…危険な情事の生んだ巧妙な仕掛け」（1997年）
- 藤田慎太郎（あおい着物スクール 理事） - 加門良
- 藤田健次郎（慎太郎の異父弟） - 円谷浩
- 藤田香織（健次郎の妻） - 海野けい子
- 栗原瑞穂（慎太郎の婚約者） - 渡辺梓
- 加藤妙子（婦人警官特別セミナー 教官） -  水木薫
- 婦人警官特別セミナー受付係 - 高橋ひろ子
- あおい着物スクール講師 - 山下容莉枝
- あおい着物スクール講師 - 阪上和子
- あおい着物スクール講師 - 松木路子
- 酒屋店主 - 綾田俊樹
- タクシー運転手 - ふとがね金太

第6作「有名シェフに忍び寄る悪女の甘いワナ…女はへそくりをどこに隠すのか?」（1998年）
- 浜野博（5星フレンチレストランオーナー） - 萩原流行
- 浜野貴子（博の妻） - 増田恵子
- 杉田佳代（モデル） - 久野真紀子
- 加藤次郎（ロックミュージシャン） - 佐藤せつじ
- 島田勝彦（農園経営者） - 清水綋治
- 警官 - 蟹江一平
- タクシー運転手 - 志水正義

第7作「鹿児島旅情編!!幻の西郷隆盛の写真にかけられた呪い…推定1億円の秘宝の謎VS倹約主婦刑事魂」（1999年）
- 加治安則（結婚詐欺師） - 平田満
- 竹内史朗（フリーカメラマン） - 田中隆三
- 青山博（アオイ出版 編集長） - 手塚秀彰
- 谷村義雄（鹿児島警察署 刑事） - 片桐竜次
- 中村（薩摩大学 教授） - 志賀圭二郎
- 佐藤（警視庁捜査二課 刑事） - 倉崎青児
- 金山（警視庁捜査二課 刑事） - 柚原旬
- 結婚詐欺師にだまされた女性 - 大村みのり

第8作「超人気主婦刑事の名推理が密室殺人の謎を解く…詐欺商法が招く憎悪の連続殺人に米国帰りの女刑事も驚天」（2000年）
- 樋口絵里香（静岡県警捜査課 警部） - 国生さゆり
- 松木奈緒子（松木の妻・旧姓「戸倉」） - 姿晴香
- 松木達也（工場経営者） - 小倉一郎
- 多木孝太郎（無職・磯貝の隣人） - 神山繁
- 竹内万太郎（事務所荒らしの指名手配犯） - 小川隆市
- 磯貝充（栄福興産 営業課長・東亜銀行 元行員） - 筒井巧
- 磯貝美枝（磯貝の別居中の妻） - 梓陽子
- 仁科一美（東亜銀行 浜松支店長） - 松井紀美江
- 神崎ゆり子（東亜銀行 元行員） - 元井須美子
- 長田（警視庁捜査一課 警部補） - 立川三貴
- 西井（警視庁捜査一課 刑事） - 前田淳
- 後藤（警視庁城南警察署 刑事） - 望月太郎
- 川村（警視庁城南警察署 刑事） - 岸端正浩
- 鈴木（静岡県警捜査課 刑事） - 久保酎吉
- 小林（鍵屋 元空き巣のあぶ八） - 森川正太
- 三上輝代（東亜銀行 行員） - 山下容莉枝
- スーパーの店員 - 小豆畑雅一
- 主婦 - 阪上和子

第9作「ホスト殺人の真相は愛人の怨み? 「オカメ刑事」と敏腕刑事の珍推理対決が不倫殺人を暴く」（2000年）
- 水戸律子（読者モデル） - 渡辺典子
- 水戸裕司（律子の夫・すみれ銀行 行員） - 木下浩之
- 水戸真司（水戸夫妻の息子） - 泉澤祐希
- 橘真理子（高校の英語教師） - 萩尾みどり
- 橘美咲（真理子の娘） - 山本ゆめ
- 浦部晃一（ホスト） - 田中智也
- 中沢由香里（ホステス） - 水島かおり
- 冬美(エステティックサロン アンジョレーブ) - 清水よし子
- 神崎（長野県蓼科中央警察署 刑事） - 丸岡奨詞
- 明日香出版の編集者 - 棟里佳
- 豊原恒子(水戸家の家政婦) - 千葉裕子
- 警官 - 渡辺寛二
- クリーニング屋 - 小鹿番
- クリーニング屋 - 名取幸政
- 目撃者 - 歌澤寅右衛門

第10作「夫が犯人!? 巧妙に仕組んだ罠に挑むオカメ刑事…謎の女性白骨死体が叫ぶ怨念が犯人を暴く」（2002年）
- 秋庭真琴（捜査検事） - いしのようこ
- 浅井友和（桜雅樹の担当編集者 スキー部同窓生） - 尾美としのり
- 神野誠一（都議会議員 スキー部同窓生） - 山下規介
- 谷田部五郎（失業中 スキー部同窓生） - 岸端正浩
- 倉橋守（銀行員 スキー部同窓生） - 筒井巧
- 篠原美弥子（浅井の恋人） - 松永香織
- 佐伯（秋庭検事の事務官） - 中西良太
- 高原由紀子（神野の秘書） - 林真里花
- 小田（鬼怒川警察署 刑事） - 佐渡稔
- 旅館仲居（サンシャインきぬ川の仲居） - 高橋ひろ子

第11作「事件の鍵を握るおばあちゃんがボケてしまった!? 今度こそ幸せになりたかった…10年前の資産家殺人で消えた金が再び女の人生を狂わす」（2002年）
- 山内孝司（豊子の息子） - 宮川一朗太
- 山内祥子（孝司の妻） - 芦川よしみ
- 磯貝美和子（介護ヘルパー） - 藤吉久美子
- 真島武彦（所長） - 岡本富士太
- 山内豊子（痴呆症の老女） - 菅井きん
- 堀田泰之（銀行の新宿支店長） - 松澤一之
- 清野春美（元高校教師） - 東恵美子
- 山内絵里（孝司と祥子の娘） - 坂田麻衣子
- 津坂修三（不動産業）- 立川三貴
- 巡査 - 徳井優
- 平山和人（風俗店店長）- 五十嵐明
- 社員（第一発見者）- 岡部和泰

第12作「借金にあえぐ町工場が起死回生の特許申請!! 不況と闘う家族に迫る犯罪の罠! 圧迫痕と消えた腕時計に事件の鍵が」（2003年）
- 坪内幸太（桜雅樹の編集者） - 尾美としのり
- 中村貢（洋食屋「どんぐり」オーナーで坪内の幼馴染） - 金田明夫
- 中村綾乃（ゴールデンファイナンス 専務） - 久野真紀子
- 荻原拓郎（ゴールデンファイナンス 経営） - 近童弐吉
- 柳井昭一（柳井精密工業 社長） - 篠塚勝
- 柳井種子（柳井の母） - 高田敏江
- リンユイ（柳井の妻 ） - 李丹
- 紅美芳〈メイファン〉（上海で坪内の世話をした女性） - 清水ゆみ
- マオ・ハイドン（メイファンの恋人 中国人窃盗団） - 白鳥哲
- 新垣雪江（荻原の愛人） - 小山田みずき
- 中村萌（中村と綾乃の娘） - 内海つかさ
- 医師（整形外科） - 加門良
- 管理人 - 藏内秀樹

第13作「戦慄 身代金目的の少年誘拐 1億円を抱え走る乙女が犯人の手に…山中で監禁・救出作戦決行」（2004年）
- 村田守（大吾の弟・運転手兼雑用） - 小林正寛
- 斉藤順子（大吾の前妻） - 山下容莉枝
- 郡司直人（警視庁特殊捜査班 班長） - 三浦浩一
- 村田大吾（IT関連企業数社の社長） - 石丸謙二郎
- 村田新吾（大吾と順子の息子） - 伊藤大翔
- 村田舞衣子（大吾の後妻） - 渋谷亜希
- 倉前（警部） - 掛田誠
- 春日義人（大仏ほくろの男 元会社経営） - 志賀圭二郎
- 紺野英介（元社員） - 斎藤歩
- 麻田祐二（元社員） - 坂田聡

第14作「企業買収・投資マネー金の魔力に狂った者に乙女が論す真の幸福」（2006年）
- 柳田輝彦（タクシードライバー） - 山崎銀之丞
- 本並章二（経営コンサルタント） - 川崎麻世
- 佐田貴一郎（投資会社「ジーニアス・コンサルタント」社長） - 今井朋彦
- 下着泥棒 - 岩崎ひろし
- 碓井直也（投資会社「ジーニアス・コンサルタント」専務） - 石井英明
- 記者 - 坂口進也、加瀬尊朗
- リポーター - 松熊明子
- 街金の取立 - 嶋崎伸夫、手塚秀彰
- 弓子が以前勤めていた会社の同僚 - 中村鷹香、鯨エマ
- 松浦涼太（里佳の息子） - 近金幸太郎
- 柳田舞（柳田の娘） - 内田成美
- 菊山（福江島警察署 刑事） - 片桐竜次
- 山倉弓子（本並の会社の広報担当） - 遊井亮子
- 松浦里佳（「松浦旅館」女将・本並の元妻） - 渡辺梓

第15作「ファイナル 絶体絶命・銃弾に倒れ乙女殉職か…食の安全、政治と金…人をだます社会の闇に挑む乙女…人気シリーズ最終章」（2007年）
- 大杉薫（料理家） - 床嶋佳子
- 片岡映子（弓枝の娘） - 濱田万葉
- 田沼敬三（片岡フーズ 開発部長） - 市川勇
- 浅野耕市（大川信介の甥・東京地検特捜部 検事） - 木村昇
- 大杉和夫（薫の夫） - 藤田宗久
- 峰尾（片岡フーズ 開発部 社員） - 平本隆詞
- 高校生 - 松田実里
- 角田拓巳（代議士・元厚生労働大臣） - 立川三貴
- 田沼マツ（田沼の母） - 今井和子
- 片岡弓枝（片岡フーズ 社長） - 仁科亜季子
- 猟銃人質犯人 - 前田耕陽
- 宇野（角田の顧問弁護士）- 柚原旬
- 警官 - まいど豊
- 主婦 - 小柳友貴美
- 片岡フーズ発表会の出席者 - 田口主将
- 薫の料理教室の出席者 - 高橋ひろ子
- 薫の料理教室の出席者 - 今井あずさ
- 薫の料理教室の出席者 - 柳下季里
- 信嶋武雄（料理研究家）- 永幡洋

第16作「さよなら! おばさんデカ 桜乙女の事件帖 ザ・ラスト」（2017年）
- 川越洋治（「トップ信託」社長） - 神保悟志
- 河合涼子（「トップ信託」社長秘書） - 三津谷葉子
- 桧山光太郎（良樹と佳織の息子・小学3年生） - 小美野来希
- 英子（桜家の近隣住民） - 土屋美穂子
- 木村光雄（「トップ信託」社員） - 石田登星
- 林浩司（「トップ信託」社員） - 石井淳
- 桧山良樹（「トップ信託」第二営業部 係長） - 石母田史朗
- 関山（刑事） - 京極圭
- 焼き鳥「かぶら屋」店主 - 九十九一
- 「トップ信託」受付 - 中村高華
- 登山者 - 中平良夫、磯西真喜
- 佐知子（桜家の近隣住民） - 今井あずさ
- 荻野薫（荻野の妻・詐欺に遭い自殺） - 井口恭子
- 食堂客 - 手塚秀彰
- 食堂従業員 - 富岡英里子
- アナウンサー - 柳下季里
- 桧山佳織（良樹の妻） - 川先宏美
- 礼子（バスの乗客） - 佐藤礼菜
- 綾乃（バスの乗客） - 野上綾花
- 武島から金を奪おうとした男 - 湯川尚樹
- 荻野憲治（桜家の元近隣住民・4年前刺殺） - 麿赤児
- 村川泰江（良樹の実母・良樹が7歳のとき夫と離婚・干物職人） - 丘みつ子
- 武島恭平（元警視庁捜査一課 刑事・桜乙女をライバル視する） - 佐藤B作

## スタッフ
- 脚本 - 土屋斗紀雄（第1作 - 第12作）、倉成柊一郎（第13作 - 第15作）、石原武龍（第16作）
- 監督 - 加藤彰（第1作）、森﨑東（第2作）、吉川一義（第3作 - 第5作）、鶴巻日出雄（オセロット / 第6作 - 第16作）
- 音楽 - 大野雄二（第1作）、横山菁児（第3作 -第6作 ）、小林隆一（第7作）
- 音楽監督 - 鈴木清司（第1作）
- 編成企画 - 小林義和（第1作・第2作）、遠藤龍之介（第3作・第4作）、清水賢治（第5作 - 第8作）、赤司学文（オセロット / 第5作・第11作）、瀧山麻土香（第6作・第7作）、金井卓也（第8作 - 第10作）、長部聡介（第9作・第10作）、石川好弘（オセロット / 第11作）、熊谷剛（フジテレビ / 第12作 - 第15作）、保原賢一郎（第13作）、太田大（フジテレビ / 第16作）、橋口愛（フジテレビ / 第16作）
- プロデューサー - 赤司学文（オセロット）、石川好弘（オセロット）
- 制作 - フジテレビ、近代映画協会（第1作）、オセロット（第2作 - ）

## 放送日程
- 第4作からステレオ放送。
- 第14作からハイビジョン制作。
- 第15作は2時間24分のスペシャル版として放送。
- 第16作は2017年3月24日に放送予定だったが、3月14日に死去した渡瀬恒彦の追悼番組として『判事失格!?弁護士夏目連太郎の逆転捜査』が編成されたことに伴い、放送延期となった[15]。また第16作は、2019年1月12日に市原悦子が急逝したのに際し、翌週1月19日の『土曜ワイド』（関東ローカル）で追悼特別番組として再放送された。

| 話数 | 放送日         | サブタイトル | 脚本       | 監督       | 視聴率 |
| ---- | -------------- | --- | ---------- | ---------- | ------ |
| 1    | 1994年09月09日 | 主婦兼婦警28年新米刑事の名推理!! 美人妻殺害事件のカギは冷蔵庫の中身と領収書のヤマ!?                                         | 土屋斗紀雄 | 加藤彰     | 27.6%  |
| 2    | 1995年05月26日 | 残された謎の遺書… | 土屋斗紀雄 | 森崎東     |        |
| 3    | 12月29日       | 本年最後の迷捜査 密室殺人に残った卵料理の謎 熟女の直感今夜見せます                                                          | 土屋斗紀雄 | 吉川一義   |        |
| 4    | 1996年10月04日 | 資産家母娘が連続死!! | 土屋斗紀雄 | 吉川一義   |        |
| 5    | 1997年03月28日 | 名門着付け教室殺人事件! 空いたビール缶と不揃いの靴…危険な情事の生んだ巧妙な仕掛け                                           | 土屋斗紀雄 | 吉川一義   | 18.3%  |
| 6    | 1998年07月03日 | 有名シェフに忍び寄る悪女の甘いワナ…女はへそくりをどこに隠すのか?                                                            | 土屋斗紀雄 | 鶴巻日出雄 | 17.7%  |
| 7    | 1999年04月09日 | 鹿児島旅情編!! 幻の西郷隆盛の写真にかけられた呪い… 推定1億円の秘宝の謎VS倹約主婦刑事魂                                      | 土屋斗紀雄 | 鶴巻日出雄 | 16.4%  |
| 8    | 2000年03月31日 | 超人気主婦刑事の名推理が密室殺人の謎を解く… 詐欺商法が招く憎悪の連続殺人に米国帰りの女刑事も驚天                            | 土屋斗紀雄 | 鶴巻日出雄 | 17.5%  |
| 9    | 12月29日       | ホスト殺人の真相は愛人の怨み? 「オカメ刑事」と敏腕刑事の珍推理対決が不倫殺人を暴く                                          | 土屋斗紀雄 | 鶴巻日出雄 | 18.0%  |
| 10   | 2002年03月22日 | 夫が犯人!? 巧妙に仕組んだ罠に挑むオカメ刑事… 謎の女性白骨死体が叫ぶ怨念が犯人を暴く                                         | 土屋斗紀雄 | 鶴巻日出雄 | 19.8%  |
| 11   | 12月27日       | 事件の鍵を握るおばあちゃんがボケてしまった!? 今度こそ幸せになりたかった… 10年前の資産家殺人で消えた金が再び女の人生を狂わす | 土屋斗紀雄 | 鶴巻日出雄 | 19.8%  |
| 12   | 2003年12月26日 | 借金にあえぐ町工場が起死回生の特許申請!! 不況と闘う家族に迫る犯罪の罠!圧迫痕と消えた腕時計に事件の鍵が                      | 土屋斗紀雄 | 鶴巻日出雄 | 15.9%  |
| 13   | 2004年12月10日 | 戦慄 身代金目的の少年誘拐 1億円を抱え走る乙女が犯人の手に…山中で監禁・救出作戦決行                                          | 倉成柊一郎 | 鶴巻日出雄 | 15.1%  |
| 14   | 2006年09月29日 | 企業買収・投資マネー金の魔力に狂った者に乙女が論す真の幸福                                                                  | 倉成柊一郎 | 鶴巻日出雄 | 17.3%  |
| 15   | 2007年09月28日 | ファイナル 絶体絶命・銃弾に倒れ乙女殉職か… 食の安全、政治と金…人をだます社会の闇に挑む乙女…人気シリーズ最終章               | 倉成柊一郎 | 鶴巻日出雄 | 17.5%  |
| 16   | 2017年05月12日 | さよなら! おばさんデカ 桜乙女の事件帖 ザ・ラスト                                                                            | 石原武龍   | 鶴巻日出雄 |        |

- 視聴率はビデオリサーチ調べ、関東地区・世帯